# Nic (film)
Nic (zapis stylizowany: NIC) – polski dramatyczny film fabularny z 1998 roku wyreżyserowany przez Dorotę Kędzierzawską. Film był kręcony m.in. w kamienicy przy ulicy Foksal 13 w Warszawie.

## Obsada
- Anita Kuskowska-Borkowska – Hela
- Janusz Panasewicz – Antoni
- Danuta Szaflarska – Jędza
- Inga Zawadzka – Mania
- Adam Pospieszalski – Kotus
- Dawid Łepkowski
- Halina Gryglaszewska - Siostra dróżnika
- Henryk Wieczorek
- Józef Para
- Józef Fryźlewicz
- Joanna Kurowska
- Krzysztof Kiersznowski
- Cezary Kosiński – lekarz
- Zenona Berezowska
- Zdzisław Rychter – Brygadzista na planie filmu "Klęska"
- Bronisław Placek – Policjant
- Violetta Arlak – sąsiadka Heli